# Calypogeia suecica
Espèce
Calypogeia suecica est une espèce d'hépatiques de l'ordre des Jungermanniales et de la famille des Calypogeiaceae. Cette espèce se développe quasi exclusivement sur le bois mort (surtout des conifères) pourrissants.